# روسلافل
روسلافل (بالروسية: Рославль) هي إحدى مدن روسيا في الكيان الفدرالي الروسي سمولينسك أوبلاست.

## معرض صور

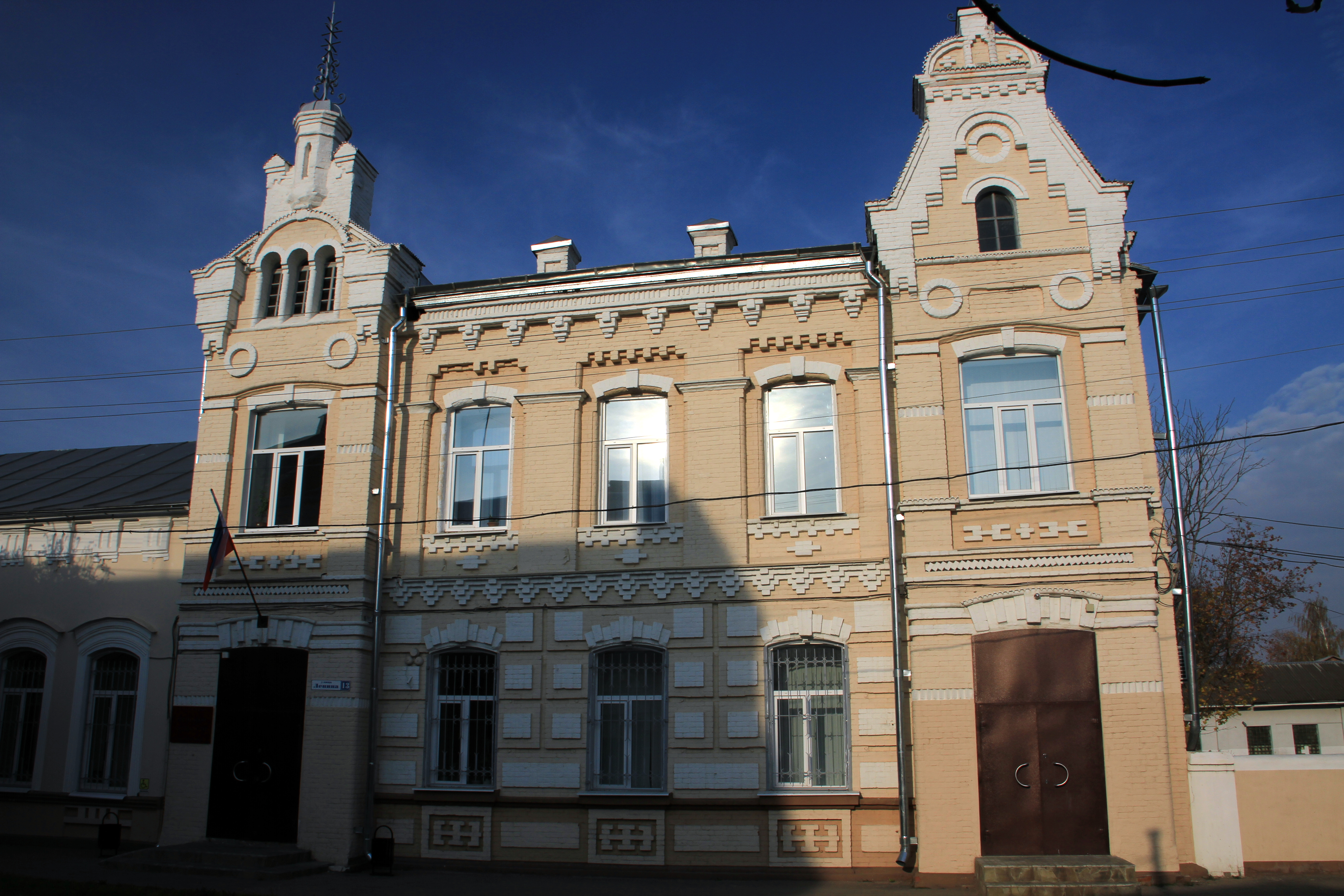
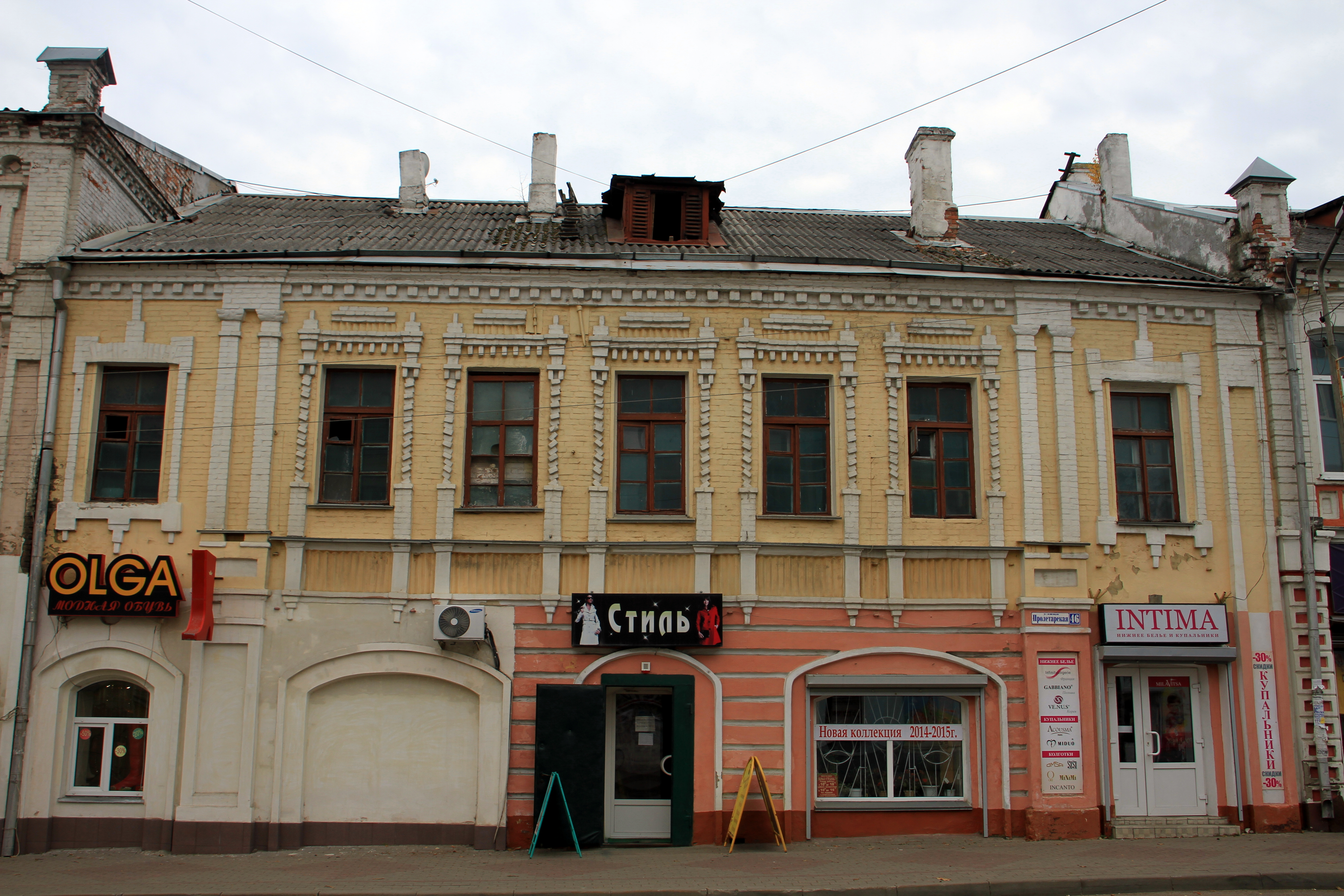
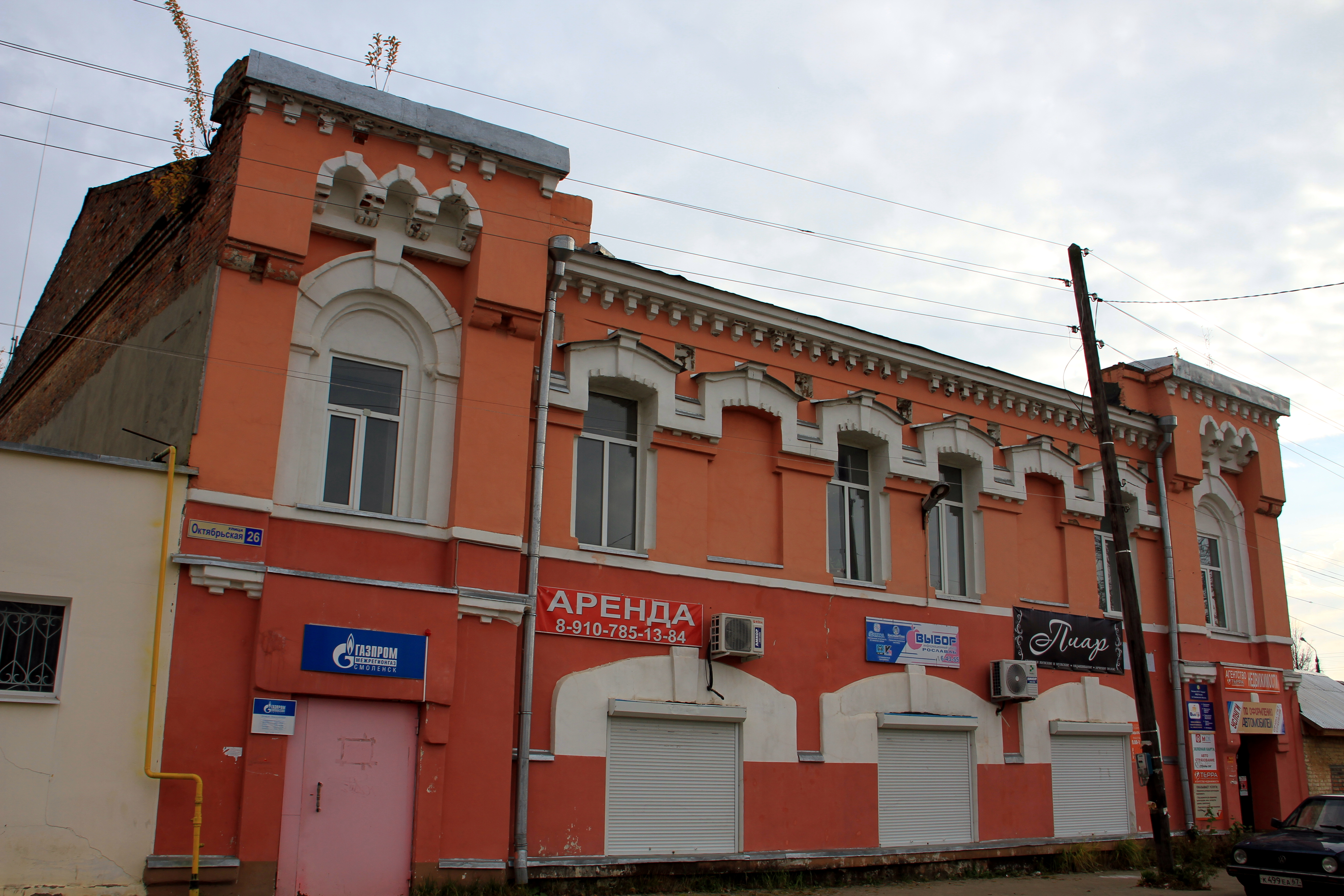
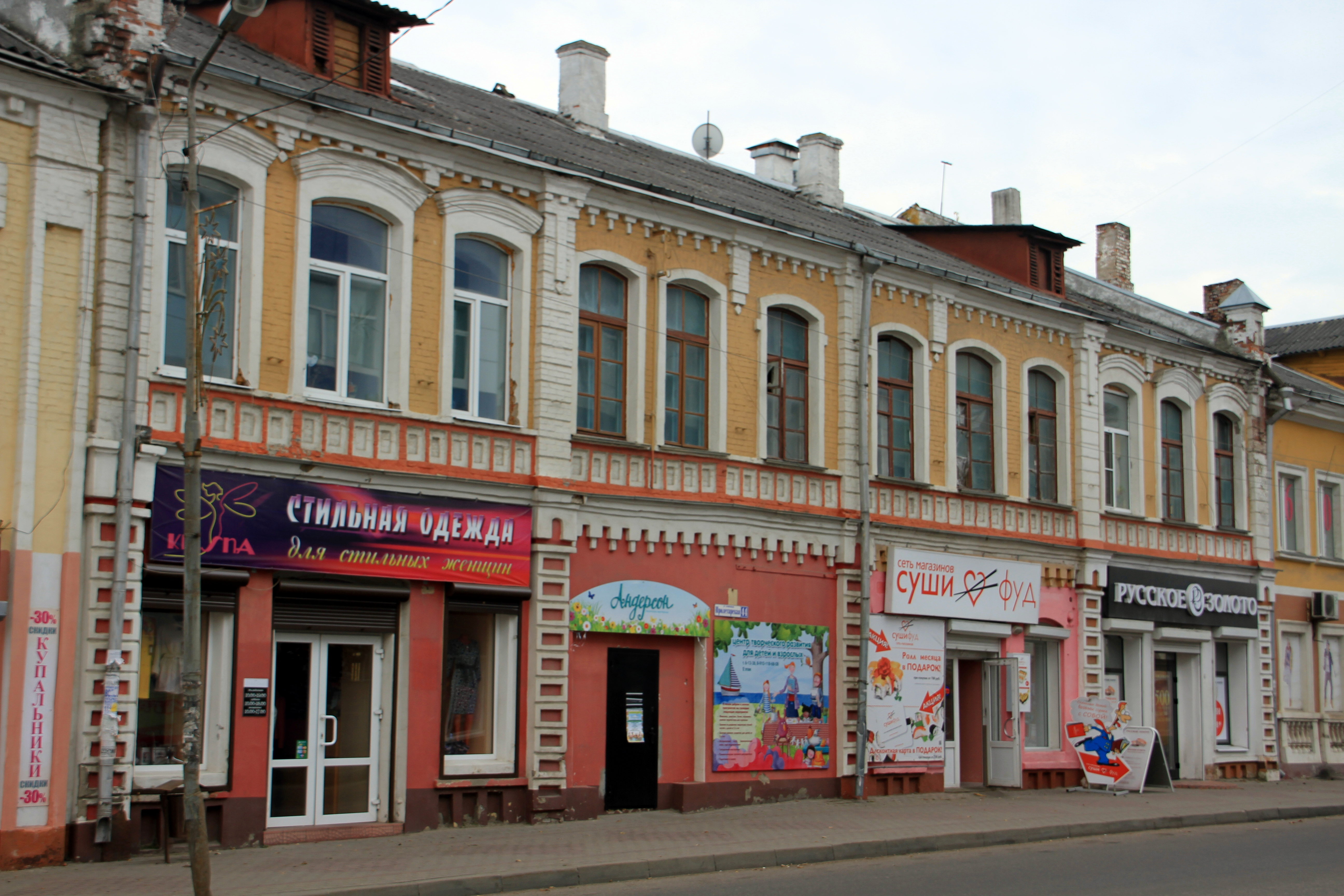
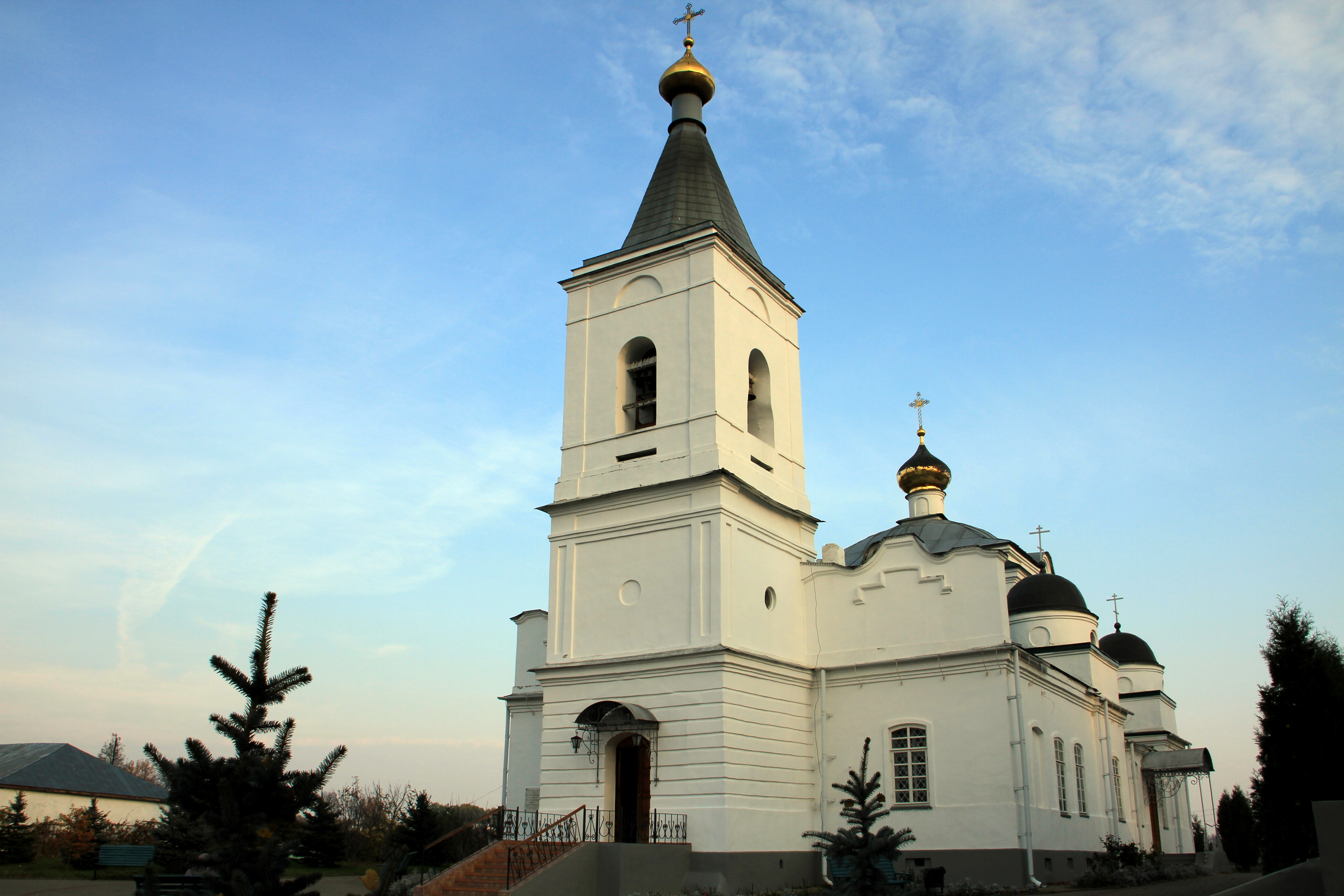

## أعلام
- إيفان كيربا